# Heide Schmidt
Heide Schmidt (ur. 27 listopada 1948 w Kempten) – austriacka polityk i prawniczka, posłanka krajowa, założycielka i przewodnicząca Forum Liberalnego, dwukrotna kandydatka w wyborach prezydenckich.

## Życiorys
Ukończyła studia prawnicze na Uniwersytecie Wiedeńskim. Odbyła praktykę zawodową w sądownictwie, następnie pracowała do 1977 w resorcie edukacji, a później do 1988 w biurze austriackiego rzecznika praw obywatelskich.
Zaangażowała się w działalność Wolnościowej Partii Austrii. Była sekretarzem generalnym FPÖ (1988–1990) i wiceprzewodniczącą tej partii (1990–1993). W latach 1987–1990 zasiadała w Radzie Federalnej, następnie do 1999 przez trzy kadencje sprawowała mandat posłanki do Rady Narodowej. W trakcie XVIII kadencji parlamentu (1990–1994) była jedną z wiceprzewodniczących Rady Narodowej.
W 1992 po raz pierwszy wystartowała w wyborach prezydenckich, z wynikiem 16,4% głosów w pierwszej turze głosów zajęła 3. miejsce wśród 4 kandydatów. Rok później odeszła z Wolnościowej Partii Austrii, współtworząc Forum Liberalne, któremu przewodniczyła do 2000. Od 1994 do 1999 kierowała również klubem poselskim liberałów. W 1998 ponownie ubiegała się o prezydenturę, dostała 11,1% głosów (3. miejsce wśród 5 kandydatów).
Od 2000 do 2009 kierowała założoną przez siebie organizacją pozarządową. W 2008 powróciła czasowo do działalności politycznej, pełniła obowiązki przewodniczącej forum. Po kolejnej porażce wyborczej liberałów zadeklarowała całkowitą rezygnację z działalności politycznej.